# Красный Октябрь (Ивановская область)
Красный Октябрь — поселок в Вичугском районе Ивановской области. Входит в состав Октябрьского сельского поселения.

## География
Находится в северо-восточной части Ивановской области на расстоянии приблизительно 2 км на запад по прямой от районного центра города Вичуга.

## История
Деревня Погорелка принадлежала когда-то помещикам Балакиревым. В 1872 году здесь (тогда деревня Кинешемского уезда Костромской губернии) было учтено 11 дворов, в 1907 году — также 11. В 1906 году здесь была построена ткацкая фабрика, хозяином которой стал уроженец деревни Фёдор Пелёвин, которого можно причислить к так называемым Вичугским фабрикантам. Рядом с фабрикой был также построен его особняк, в котором ныне размещается местный клуб. В советское время название и статус деревни изменился.

## Население
Постоянное население составляло 59 человек (1872 год), 379 (1897), 395 (1907), 379 человек в 2002 году (русские 99 %), 395 в 2010.